# 塔城地区种羊场
塔城地区种羊场，是中华人民共和国新疆维吾尔自治区塔城地区额敏县下辖的一个乡镇级行政单位。

## 行政区划
塔城地区种羊场下辖以下地区：
多拉那布拉克村、奇朗村、柯克苏村、察哈尔库热村、莫合台村、赛尔墩村、加依尔村和新建村。